# Stenostephanus wallnoeferi
Stenostephanus wallnoeferi är en akantusväxtart som beskrevs av Wassh.. Stenostephanus wallnoeferi ingår i släktet Stenostephanus och familjen akantusväxter. Inga underarter finns listade i Catalogue of Life.